# Saïdou Sow
Saïdou Sow (* 4. Juli 2002) ist ein guineisch-französischer Fußballspieler.

## Karriere

### Verein
Sow begann seine Karriere im Fußball bei der AS Saint-Étienne, wo er bis 2020 in der Jugend aktiv war. Für die erste Mannschaft debütierte am 3. Oktober 2020 (6. Spieltag) bei einer 2:0-Niederlage gegen den RC Lens, als er in der Startelf stand. Auch in der Folge kam er zu immer mehr Startelfeinsätzen und stand am Ende bei 15 Saisoneinsätzen. Ende Mai 2021 verlängerte er seinen Vertrag bei den Grüne-Weißen bis Juni 2024. Am 21. August 2021 (3. Spieltag) schoss er, in der Startelf stehend, sein erstes Tor zum 1:1-Endstand gegen den OSC Lille. 2023 ging er für eine Ablöse von drei Millionen zu Racing Straßburg. Für die Rückserie der Saison 2024/25 ist er an den FC Nantes verliehen.

### Nationalmannschaft
Sow debütierte am 10. Oktober 2020 gegen Kap Verde in einem 2:1 Testspiel-Sieg. Im restlichen Jahr 2020 kam er noch zu einem Pflichtspieleinsatz und ist somit nicht mehr für Frankreich spielberechtigt.